# Hebiabe
Hebiabe (Diaba) fou una regió lligada a l'estat d'Irlabe, del qual formava la seva part oriental que el separava de l'estat de Bosseya.
El 1877 Irlabe es va separar de l'imamat de Futa Toro i va demanar el protectorat francès que li fou acordat juntament amb Hebiabe.